# Marcellon
Marcellon – miasto w Stanach Zjednoczonych, w stanie Wisconsin, w hrabstwie Columbia.